# الرجع (الرين)
مركز أمارة الرجع بالرين ( ال جليغم ) ، هو مركز أمارة من فئة (أ) يقع في محافظة الرين في اقليم نجد ، التابعة لأمارة منطقة الرياض في السعودية. ويضم المركز اكثر من 50 هجرة تابعة له وهو احد مراكز اسرة ال جليغم عبيده قحطان ويعتبر ابن جليغم من ابرز بيوت الشيخة والامارة والفروسية في نجد ويعتبر المركز ومن اوائل مراكز الأمارة الصادر لشيوخ القبائل المناصرين للدولة السعودية حيث ان اسرة ال جليغم من ابرز المشاركين في معارك توحيد المملكة العربية السعودية ومن رجال الملك عبدالعزيز بن عبدالرحمن ال سعود 
تم تأسيس أمارة المركز على يد                       الامير عرنان بن سعد بن تركي بن جليغم رحمه الله
ثم تم تعيين الشيخ سعد بن عرنان بن جليغم رئيسًا للمركز خلفًا لوالده 
ثم تم تعيين الشيخ فدغوش بن عرنان بن جليغم رئيسًا للمركز خلفًا لأخيه 
ثم تم تعيين الشيخ تركي بن عرنان بن جليغم رئيسًا للمركز ولازال الى يومنا هذا . 
ويضم المركز العديد من الخدمات الصحية والتعليمية  
وتبعد أمارة الرجع عن محافظة الرين بمسافة تقارب (10) كم.